# 奧蘭海

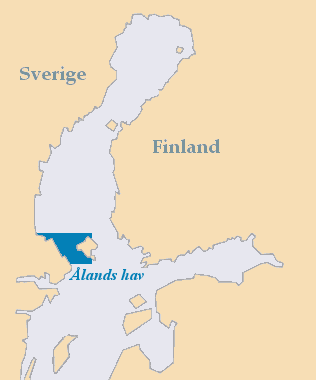
奥兰海的位置（蓝色部分）

奧蘭海（瑞典語：Ålands hav），又称阿赫韦纳海，是波的尼亞灣南部的一個航道，位於奥兰跟瑞典之间。它连接着博滕海（塞尔凯海）和波罗的海主体部分。海盆的西部位于瑞典领海内，而东部位于芬兰领海内。奥兰海最窄处称为南克瓦尔肯海峡（阿赫韦纳海峡）。
奥兰海最大水深301米，为波罗的海第二深的地方。奥兰海中值深度为75米，面积5,477平方公里，容量为411立方千米。奥兰海和群岛海调节着波的尼亞灣和波罗的海主体部分的水流。
很多来往于芬兰和瑞典之间的游轮在奥兰海中航行。

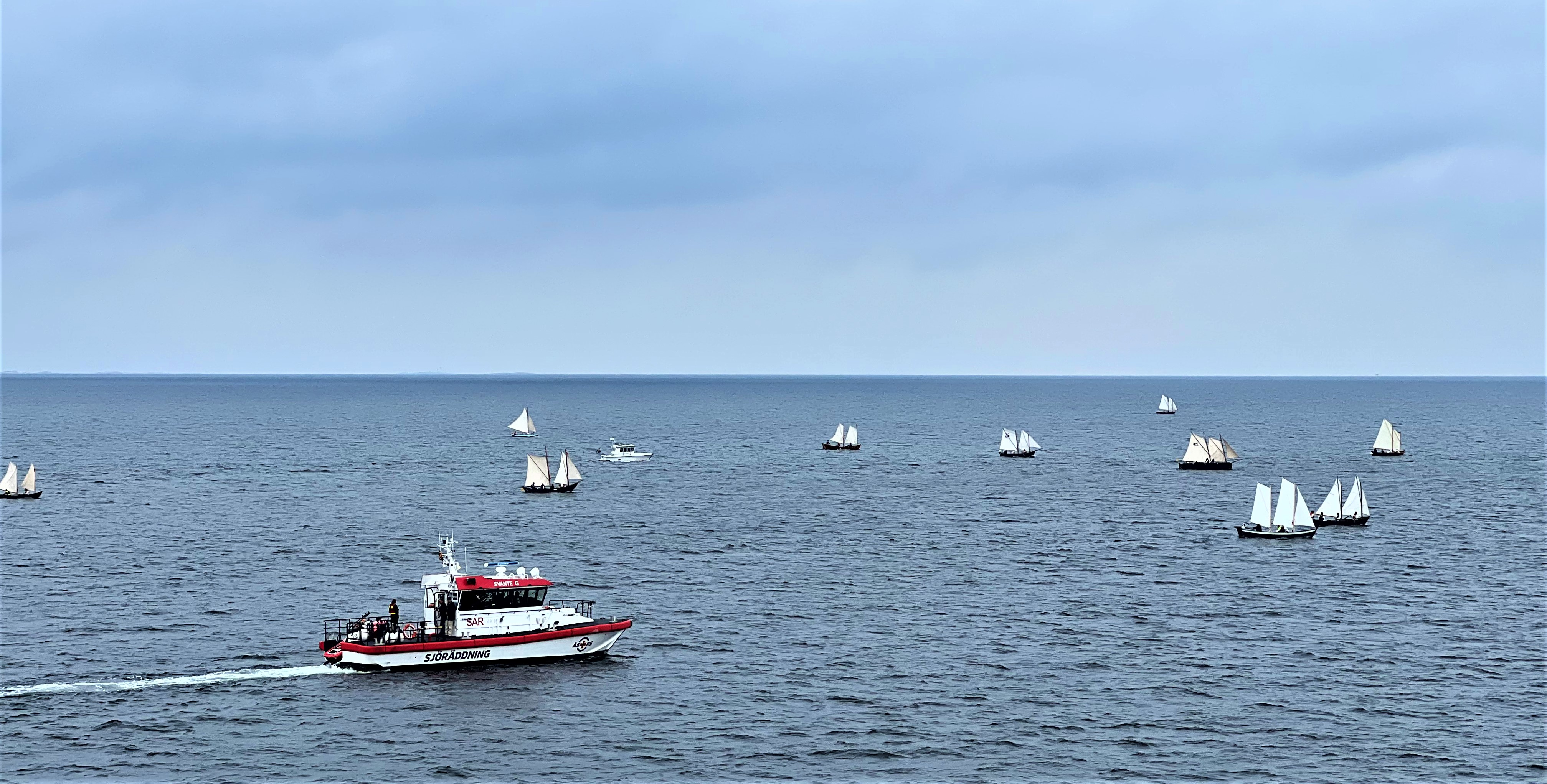
2022年奥兰海上的帆船比赛
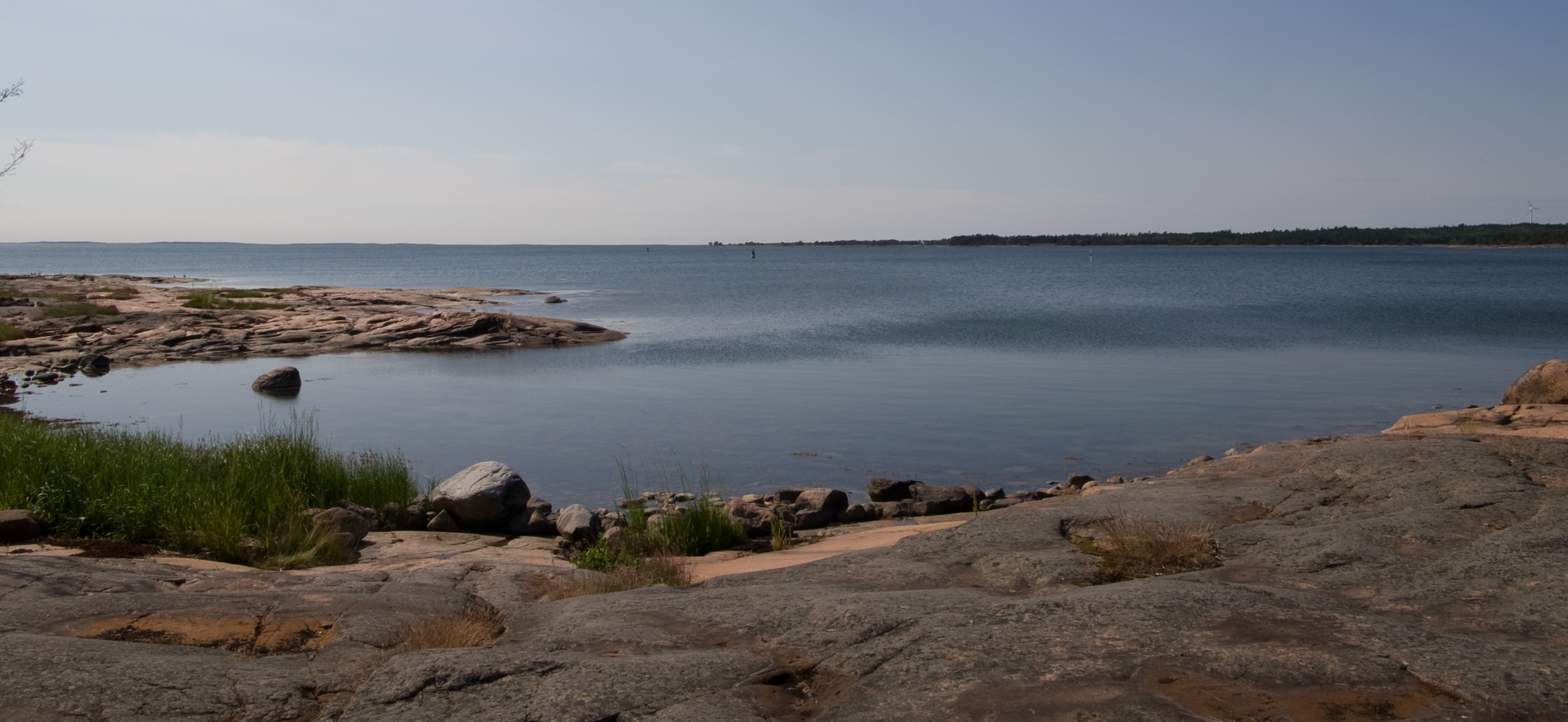
从埃克勒市镇眺望奥兰海